# جودو (نرم‌افزار)

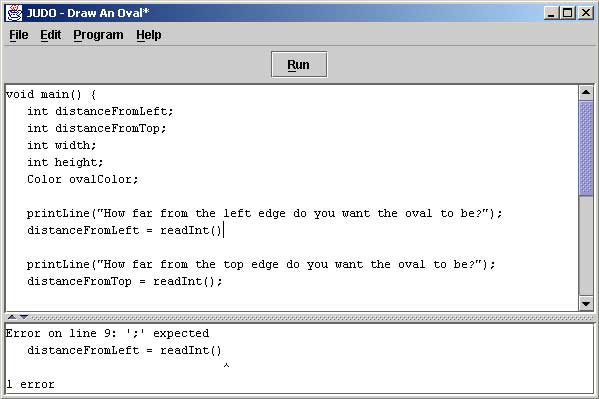
تصویری از محیط توسعه یکپارچه که توسط جاوا بهبود یافته است

جودو یک محیط توسعه یکپارچه مبتنی بر جاوا است که برای کودکان و برنامه نویسان کامپیوتر مبتدی طراحی شده است. این نرم‌افزار تحت مجوز GNU GPL عرضه می‌شود.

## نَحو(بهانگلیسی:syntax)
هنگامی که یک برنامه در JUDO کامپایل می‌شود، کد کاربر در یک فایل .java قرار می‌گیرد که کدهای مربوط به کنترل پنجره، گوش دادن به ضربات کلید و مدیریت رویدادهای ماوس را در خود دارد. این بدان معناست که کد JUDO در واقع کد جاوا است، فقط با مجموعه‌ای از توابع که دسترسی به API جاوا را آسان‌تر می‌کنند.
```
void main() {

  printLine("سلام دنیا!");

  }
```

این برنامه "سلام دنیا!" را چاپ خواهد کرد.